# Susanne Gøye
Susanne Gøye eller Gjøe, född den 6 oktober 1634 på Hvidkilde, död den 2 september 1683 i Köpenhamn, var en dansk författare och adelsdam. Hon var syster till Marcus Gøye.
Susanne Gøye äktade den 11 september 1653 Preben Brahe; paret bodde först på Engelsholm, i svenskkrigens tid på Næsbyholm och senare på deras gård Hvedholm. Hon ligger begraven i Horne Kirke. 
Som flera av sin släkt var Susanne Gøye välstuderad och intresserade sig särskilt för det franska språket, från vilket hon översatte en liten skrift om "jungfrurs uppfostran" samt en traktat om, hvad Forfængelighed der er hos Højhed og Rigdom, skrifter som båda finns i dottern Karen Brahes handskriftssamling. Hon omtalas som from och gudfruktig, tjänstvillig mot sin nästa och hjälpsam gentemot den fattige.